# Red-Slip-Ware

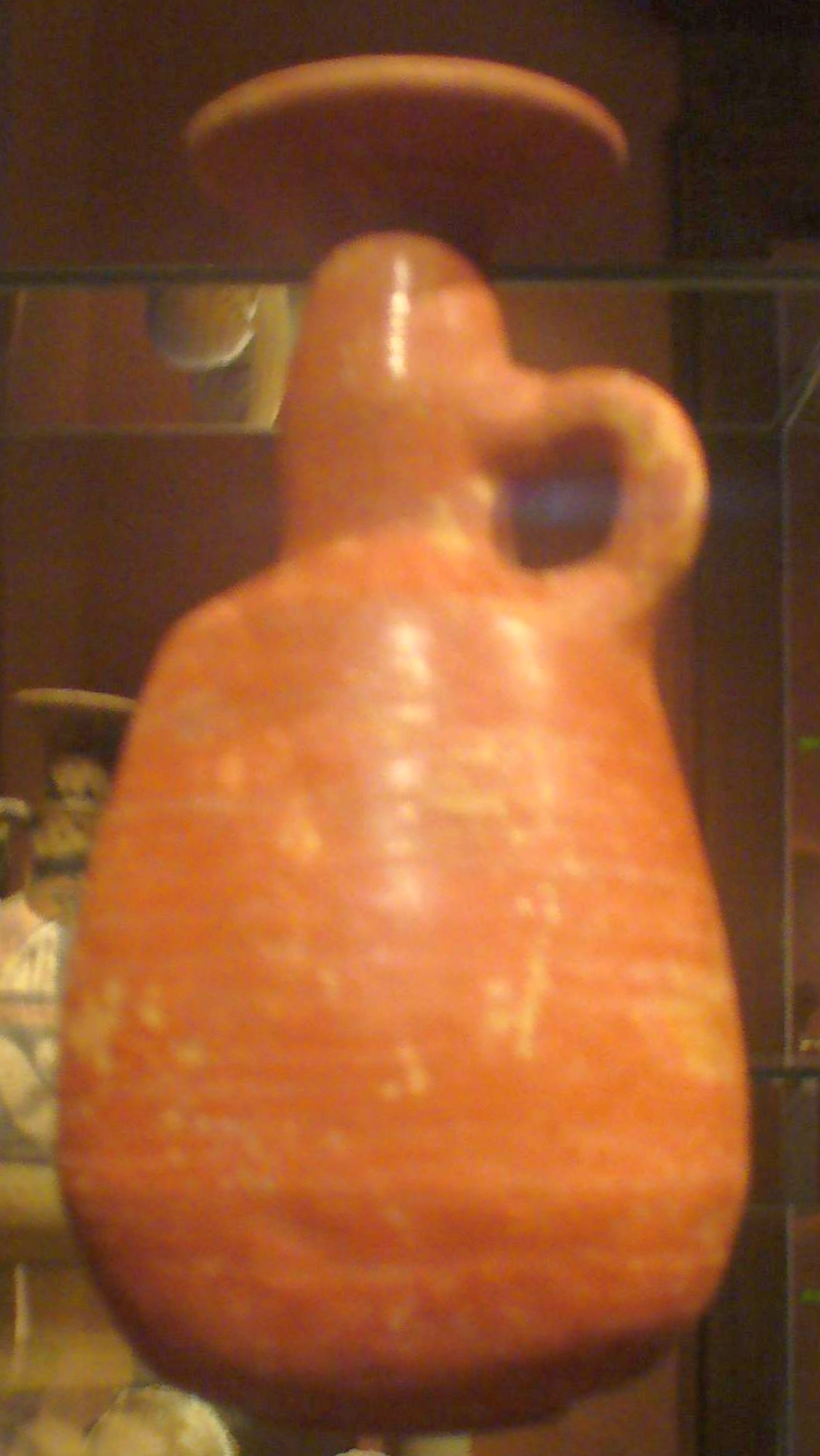
Kännchen der Red Slip Phoenician Ware; zyprisch-archaisch I (7. Jh. v. Chr.); Kunsthistorisches Museum Wien

Als Red-Slip-Ware bezeichnet man eine Keramikgattung mit rotem Überzug, die besonders in der phönizisch-zypriotischen Eisenzeit produziert wurde.
Red-Slip-Ware ist ein moderner Fachbegriff in der Archäologie. Auffällig ist meist die Verwendung Illitischer Ton- und Schlickerarten, die schon bei niedrigen Brenntemperaturen (800 bis 1000 °C) zu sintern beginnen. Für den roten Farbton der Endprodukte sind Eisenoxide verantwortlich. Die Oberfläche wurde häufig mit einer zusätzlichen, glänzenden Politur versehen. Unter dem Einfluss der Phönizier wurde diese Technik im 7. Jahrhundert in die iberische Keramikproduktion übernommen. Ähnliche Techniken wurden noch während der Römischen Kaiserzeit in Nordafrika und Kleinasien angewandt. Diese Keramikgattungen werden als African Red und Sogalassos Red bezeichnet.